# Saxifraga x celtiberica
Saxifraga x celtiberica es una planta herbácea de la familia de las saxifragáceas.
Es un híbrido compuesto por las especies Saxifraga continentalis y Saxifraga pentadactylis.

## Taxonomía
Saxifraga x celtiberica fue descrita por Fuente, Sánchez Mata & G.Navarro y publicado en Lagascalia 15(Extra): 260 1988.
Etimología
Saxifraga: nombre genérico que viene del latín saxum, ("piedra") y frangere, ("romper, quebrar"). Estas plantas se llaman así por su capacidad, según los antiguos, de romper las piedras con sus fuertes raíces. Así lo afirmaba Plinio, por ejemplo.
celtiberica: epíteto geográfico que alude a su localización en Celtiberia. 